# Jacky Šamúnová
Jacky Šamúnová, arabsky جاكي شمعون‎, (* 21. října 1991 Dajr al-Kamar) je libanonská reprezentantka v alpském lyžování a olympionička.
Studuje management sportu ve švýcarském Glionu. Lyžování se věnuje od tří let, od čtrnácti závodí profesionálně. V roce 2009 se stala mistryní své země ve slalomu.
Libanon reprezentovala na Zimních olympijských hrách 2010 ve Vancouveru a ZOH 2014 v Soči. Před sočskými hrami vyvolala skandál, když bylo zveřejněno video, na kterém pózovala polonahá. Libanonský ministr kultury a sportu Fajsal Karamí pak vyzval k jejímu vyřazení z olympijské výpravy. Národní olympijský výbor jí však účast na hrách povolil.

## Výsledky
- MS 2009: 47. místo (slalom)
- ZOH 2010: 54. místo (slalom)
- MS 2013: 84. místo (obří slalom), 88. místo (slalom)
- ZOH 2014: 47. místo (slalom)